# Cupanoscelis
Cupanoscelis é um gênero de coleópteros da tribo Eburiini (Cerambycinae); compreende seis espécies, com distribuição na Argentina, Bolívia, Brasil, Paraguai e Venezuela.

## Sistemática
- Ordem Coleoptera
  - Subordem Polyphaga
    - Infraordem Cucujiformia
      - Superfamília Chrysomeloidea
        - Família Cerambycidae
          - Subfamília Cerambycinae
            - Tribo Eburiini
              - Gênero Cupanoscelis (Gounelle, 1909)
                - Cupanoscelis clavipes (Gounelle, 1909)
                - Cupanoscelis heteroclita (Gounelle, 1909)
                - Cupanoscelis inermis (Martins & monné, 1992)
                - Cupanoscelis latitibialis (Martins & Monné, 1992)
                - Cupanoscelis sanmartini (Matins & Monné, 1975)
                - Cupanoscelis serrana (Galileo & Martins, 1999)